# خوسيه أنطونيو هيرتادو غاليغوس
خوسيه أنطونيو هيرتادو غاليغوس هو محامي وسياسي مكسيكي، ولد في 13 يونيو 1955 في Iztacalco ‏ في المكسيك. انتخب عضو مجلس النواب المكسيك ‏.